# Мирне (село, Миколаївський район)
Ми́рне — село в Україні, у Шевченківській сільській громаді Миколаївського району Миколаївської області. Населення становить 719 осіб.

## Історія
Село засноване в 1929 році. Спочатку воно існувало як польовий стан великого зернового радгоспу імені Станіслава Вікентійовича Косіора. У 1934 році радгосп імені С. В. Косіора було перейменовано у радгосп імені Тараса Григоровича Шевченка. Згодом тут з'явилися перші землянки, і люди стали постійно жити.
У 2007 році в Мирному відновили дитячий садок, що не працював 10 років. Щоб не реконструювати вже напівзруйновану до того часу будівлю, садок приєднали до школи, створивши навчально-виховний комплекс, що налічує на 2015 рік 73 дитини.
У 2012-му за грант Програми розвитку ООН в Мирному відремонтували водогін і тепер село цілорічно забезпечено водою, нестача якої є серйозною проблемою для Півдня України.
До 2016 року органом місцевого самоврядування була Мирнівська сільська рада. З того ж року село увійшло до складу Шевченківської сільської громади, а після ліквідації Вітовського району у 2020 році — до Миколаївського району.

## Населення
Згідно з переписом УРСР 1989 року чисельність наявного населення села становила 543 особи, з яких 264 чоловіки та 279 жінок.
За переписом населення України 2001 року в селі мешкало 719 осіб.

### Мова
Розподіл населення за рідною мовою за даними перепису 2001 року:
| Мова       | Відсоток |
| ---------- | -------- |
| українська | 90,26 %  |
| російська  | 5,56 %   |
| молдовська | 0,14 %   |
| інші       | 4,04 %   |